# 立陶宛本部

显示立陶宛自13世纪至今的领土变化得地图

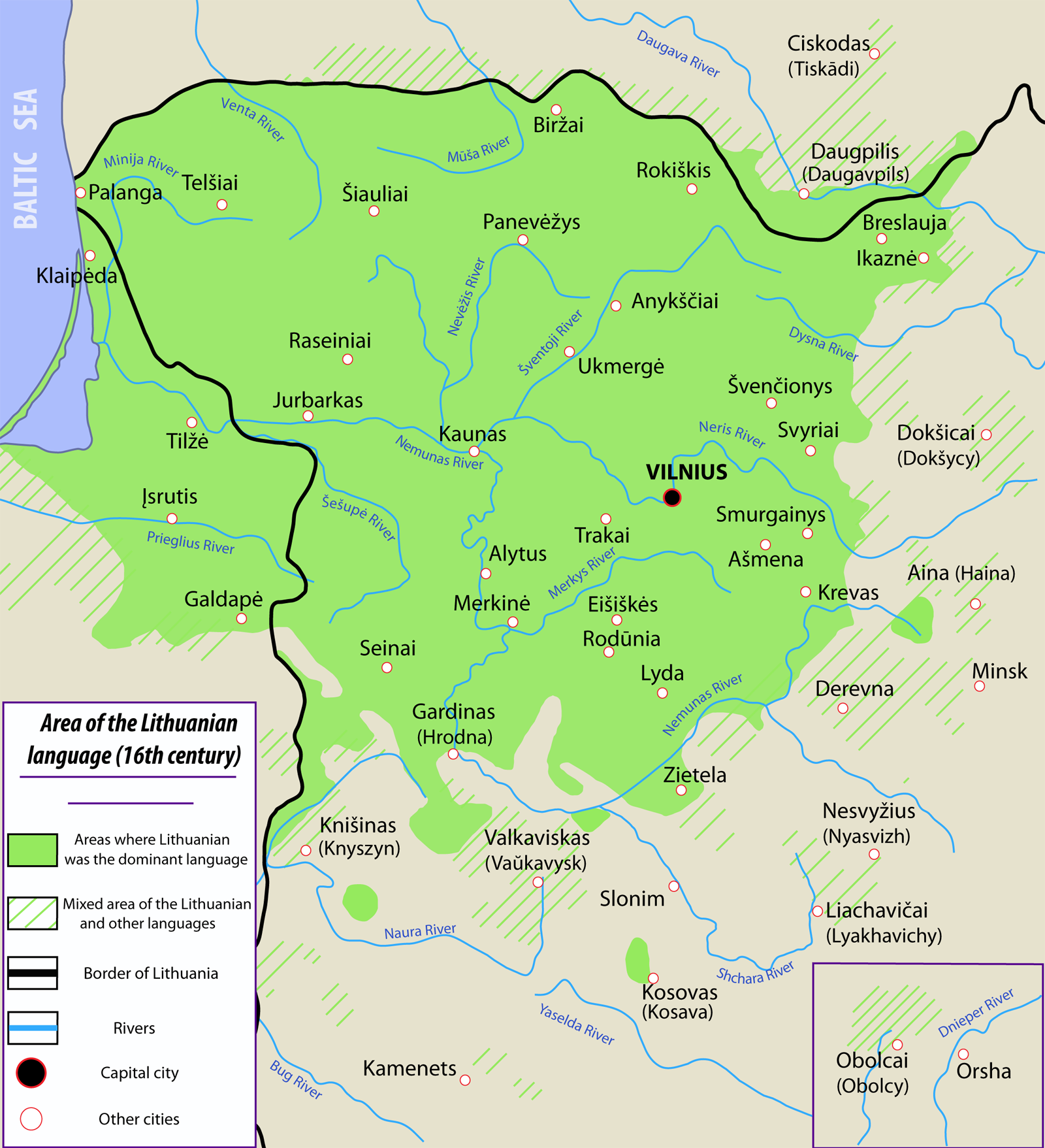
16世纪的立陶宛语使用者分布区

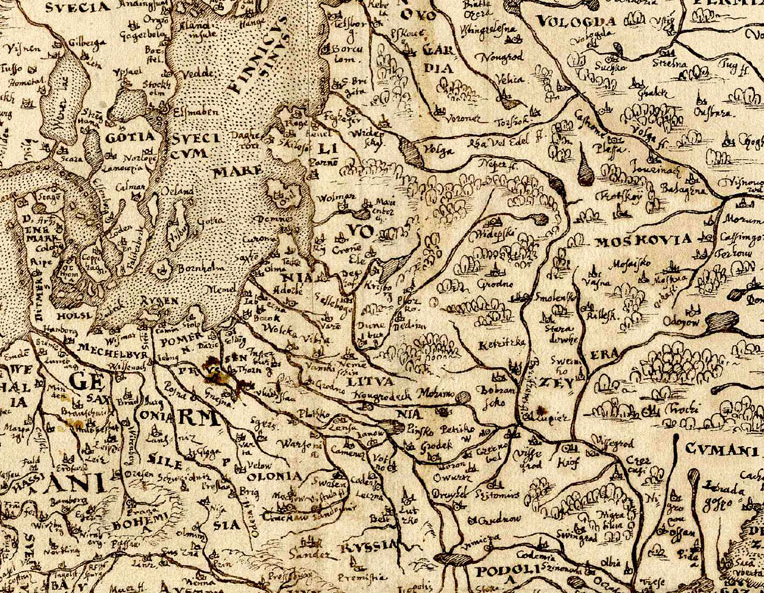
1570年的立陶宛地图

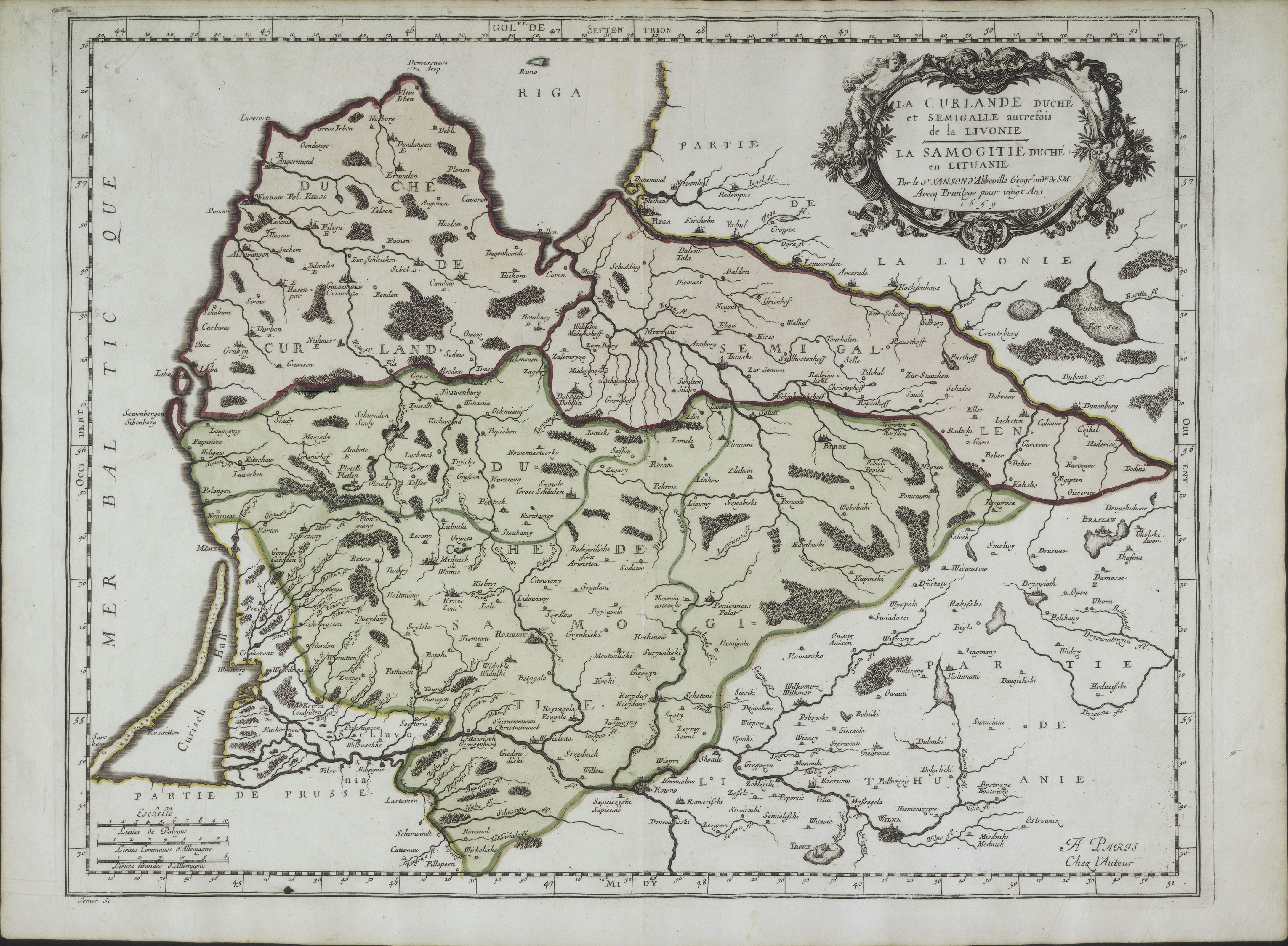
1659年的萨摩吉希亚公国地图

立陶宛本部（拉丁語：Lithuania propria，tikroji Lietuva，直译：“狭义的立陶宛”，“正统立陶宛”；意第绪语：ליטע, Lite）指立陶宛大公国内的一个地区，其主要含义就是立陶宛公国，此公国被围在立陶宛大公国所扩张的领土中。这个地方可以认为是在1387年立陶宛的基督化后，在立陶宛大公国信奉异教的波罗的民族地区上建立的一系列天主教教区。这些教区可以被分辨开，因为大公国的鲁塞尼亚地区早已昄依东正教。“立陶宛本部”一词的拉丁语形式在中世纪被广泛使用，可以在第一次世界大战前的诸多历史地图 （页面存档备份，存于）中发现。 
立陶宛本部有时也被称作大立陶宛，特别是在要与小立陶宛相对应的时候。

## 演化

### 立陶宛大公国之前
历史学家指出立陶宛本部（或狭义上的立陶宛土地）是立陶宛大公国成立前就已经存在的一块立陶宛土地，四周分别是纳尔希亚、德尔图瓦和乌皮特。根据亨利克·沃夫缅斯基的说法，立陶宛本部是未来的特拉凯省的核心，处在尼曼河、内里斯河和梅尔基斯河之间。托马斯·巴拉瑙斯卡斯提出， 立陶宛本部在阿什米亚尼周围，当时是立陶宛人的土地，但现属白俄罗斯。根据米科拉·耶尔马洛维奇（虽然其可靠性为其他学者怀疑））立陶宛（直译：编年史中的立陶宛）处在尼曼河上游，现在此地在白俄罗斯。

### 在立陶宛大公国中

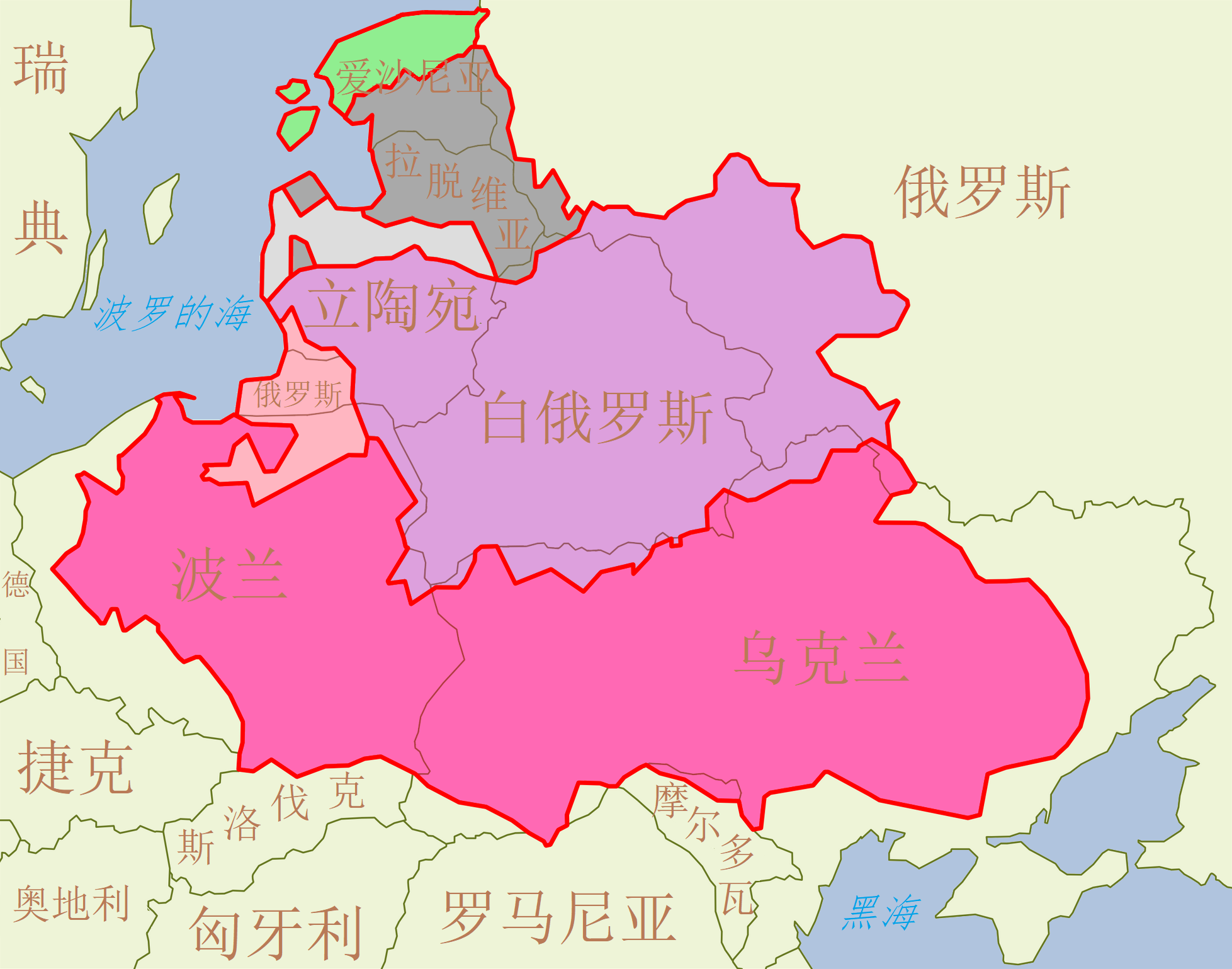
波兰立陶宛联邦的轮廓，叠加于现在的国家边界上

学者经常用立陶宛本部表示立陶宛民族居住的地区，与立陶宛大公国所统治的，鲁塞尼亚人（现代白俄罗斯人和乌克兰人的祖先）、俄罗斯人、波兰人、犹太人或诸多其他民族居住的地区相对应。早在大公国时代，立陶宛本部就已指立陶宛人居住的地方。在行政区划上，它由维尔纽斯省和特拉凯省构成。即便是在波兰立陶宛联邦遭瓜分后，这样的划分仍然存在。因此立陶宛大公国被划分为如下的历史地区：萨莫吉希亚、立陶宛本土和白鲁塞尼亚。
 
立陶宛本部只有北部边界被确定下来。现在的立陶宛和拉脱维亚之间的边界是欧洲最古老的国家边界，自1236年苏勒战役，后来宝剑骑士团和条顿骑士团合并后就再没改过。尽管多年来拉脱维亚和立陶宛皆被多个外国势力所统治，两国的行政边界未曾发生变化。

### 立陶宛本部东部
几个世纪以来，立陶宛本部的东部和北部领土起初居民为立陶宛人，因与鲁塞尼亚和波兰直接交往，逐渐被波兰化和俄罗斯化，而立陶宛语使用去逐渐缩小。立陶宛本部东部因遭瑞典入侵，随后又发生大北方战争，1710年至1711年瘟疫大流行，人口减少很多。随后鲁塞尼亚人和波兰人的迁入又推动了其被上述两种文化同化的趋势。在立陶宛被并入俄罗斯帝国后，俄国又对此地推行强力的去立陶宛化政策，特别是在1864年用拉丁字母编写的立陶宛语书籍被禁止出版后。在波兰统治时期，这种政策仍在持续，教授立陶宛语的学校和图书馆被关，随后在苏联统治下，这个地方甚至没有教授立陶宛语的学校。现在白俄罗斯西部（参见格尔维亚提）和波兰北部（参见蓬斯克）仍有几个重要的地方，那里仍有立陶宛语使用者。现在那些地方的很多人虽然现在讲白俄罗斯语，但仍自称为立陶宛人。

### 现在的发展
第一次世界大战末，立陶宛议会宣布独立的立陶宛在立陶宛人居住的地区复国。 
在与苏俄商议后，通过签订1920年苏立条约，苏俄承认立陶宛本土的大片地区为立陶宛共和国的一部分。而其中的部分地区也为波兰第二共和国宣称拥有主权。这使得波兰立陶宛之间出现一系列军事冲突，最终导致战争爆发。
1943年，安塔纳斯·斯梅托纳（这时流亡）开始致力于研究“立陶宛本部”。他所发表的书是关于波兰化、俄罗斯化和德国化之前的立陶宛历史，作者希望它能够帮助支持在二战后，不通过和会归还领土的主张。他的著作没有完成，在很长时间以来只有一份手稿，没有进入别人眼球中。
现在立陶宛共和国没有领土要求。